# Madame tirailleur

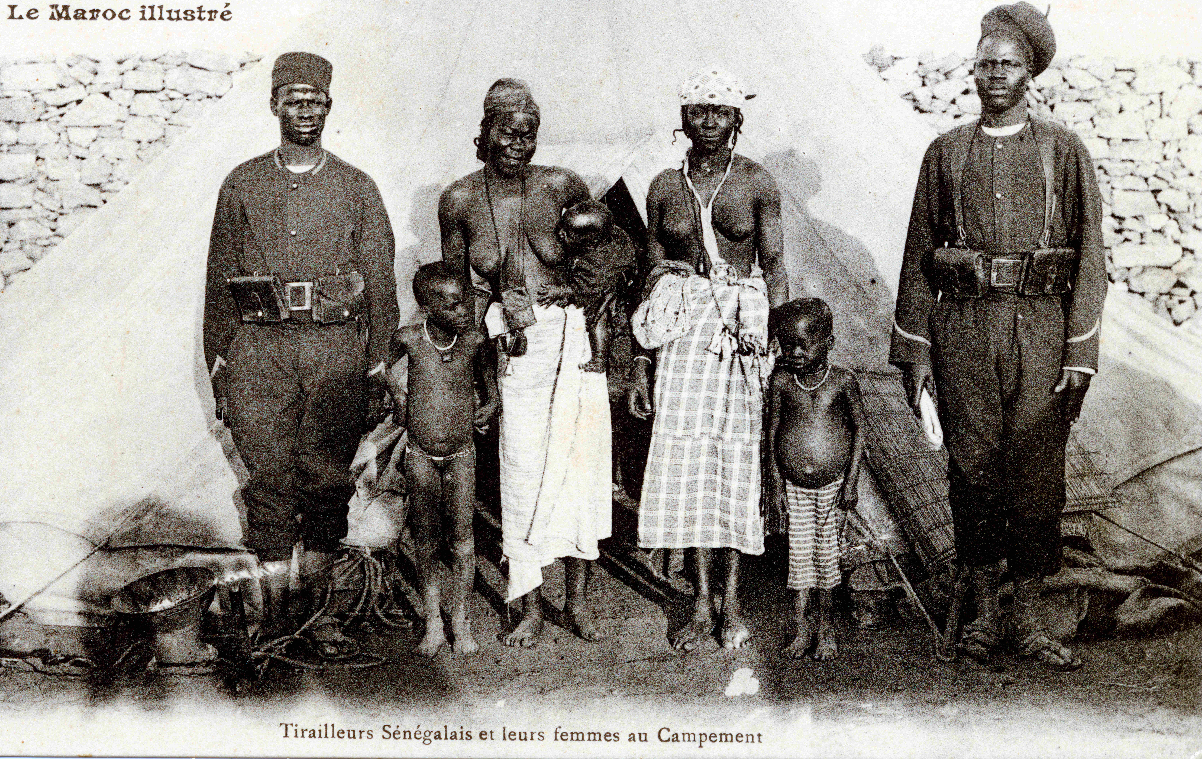
Tirailleurs sénégalais au campement, avec leurs femmes et enfants.

« Madame tirailleur » ou « Madame Sénégal » est le nom donné à l'épouse d'un tirailleur d'Afrique noire ou d'Afrique du Nord, autorisée à suivre son mari au cantonnement et parfois en campagne, à la fin du XIXe siècle et au début du XXe siècle.
Le rôle de ces épouses, accompagnées de leurs enfants, permettait aux tirailleurs de n'être pas dépaysés et de bénéficier de l'environnement familial. Elles participaient aussi à la logistique et montaient parfois au front approvisionner les combattants en munitions et rechargeaient leurs armes. Elles étaient parfois tuées au combat ; plusieurs d'entre elles ont été citées à l'ordre du régiment ou même à l'ordre de l'Afrique occidentale.

## Historique
Le rôle de « Madame tirailleur » est d'assurer l'intendance pour son mari et parfois pour des célibataires. Ce rôle logistique comprend la préparation des repas, comme l'approvisionnement en munitions et parfois le rechargement des armes. 
Le maréchal Faidherbe lui-même, dès l'époque de la création du corps des tirailleurs, est favorable à la présence féminine accompagnant les combattants. Les bénéfices de la présence familiale auprès des tirailleurs sont unanimement reconnus et appréciés au cantonnement. L'autorisation donnée aux tirailleurs d'être accompagnés de leur famille date de 1873. En plus des tâches logistiques et de la préparation des repas, l'apport le plus appréciable est le soutien moral que ces femmes apportent aux combattants.

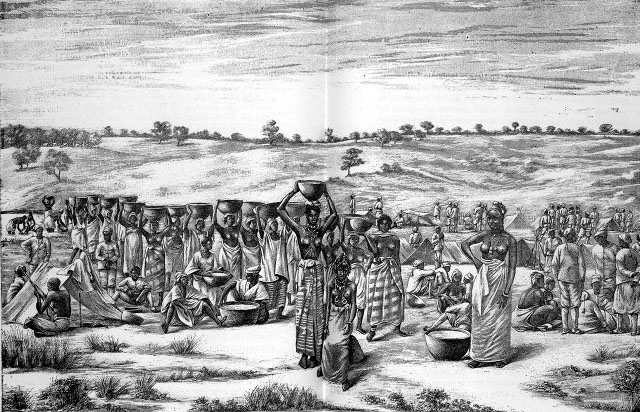
Colonne des femmes apportant les plats traditionnels dans le camp des tirailleurs, en 1890.

Pour le capitaine Marceau, les femmes ne rechignent pas au transport des charges et sont des ménagères économes, sachant préparer les repas, assurer le blanchiment, avec efficacité et en soulageant les hommes des tâches matérielles. Selon lui, ce système est plus rentable que les fourgons et l'intendance classiques. Elles ne se plaignent pas et sont aussi courageuses que leurs maris. Elle n'occasionnent pas de surcoût, vivant sur la ration de leur mari.
À chaque cantonnement, c'est tout un village africain traditionnel qui se reconstitue, à côté du camp règlementaire des hommes. Dans ce camp construit par les femmes, les tirailleurs s'y retrouvent chez eux. Le système est bénéfique à leur moral comme sur le plan matériel.
Les femmes servant au front y sont parfois tuées ou blessées. Elles peuvent alors faire l'objet d'une citation, comme l'ordre du jour célébrant « Mouina, épouse du caporal goumier Ahmed Yacoub, blessée mortellement au combat de Talmeust, en distribuant des cartouches sur la ligne de feu ». 

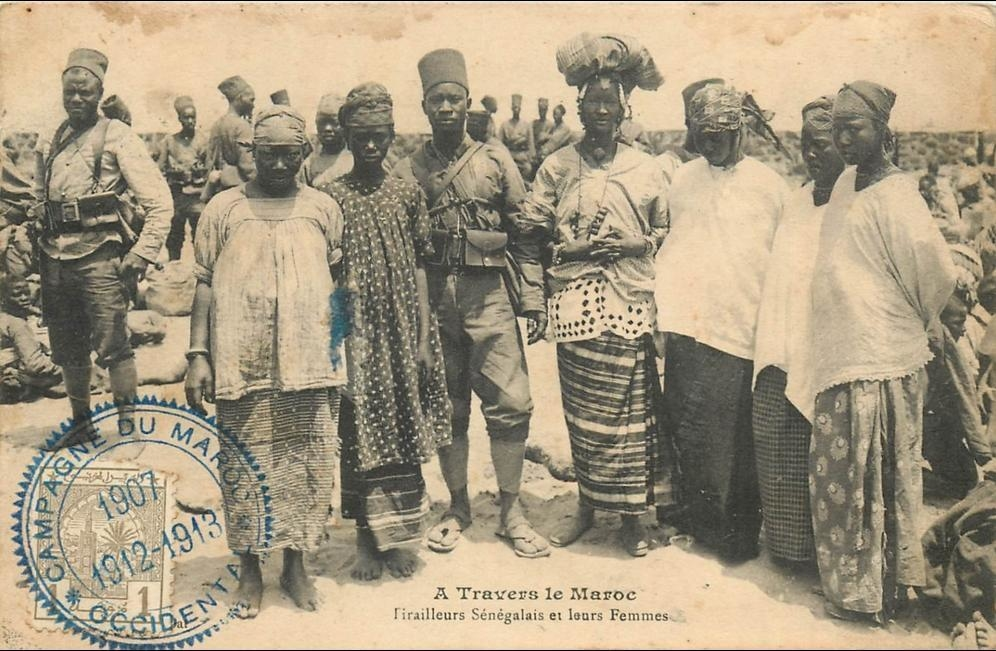
Tirailleurs sénégalais avec leurs épouses dans le camp, en 1913.

Le général Mangin raconte l'action des femmes lors de ce combat de Talmeust le 14 juin 1908 : ce jour-là, après la défection des conducteurs du convoi qui refusent d'approvisionner les combattants en munitions, les femmes s'en chargent malgré les dangers. Une femme est tuée, deux autres blessées ; toutes les trois sont citées à l’ordre des troupes de l'Afrique occidentale.
Marceau témoigne avec admiration d'actions similaires de ces femmes aux combats de l'Adrar, après la fuite des porteurs de munitions. Cependant d'autres officiers français raillent ces femmes, leur culture, leur comportement.
Les femmes accompagnatrices sont autorisées jusqu'en 1913. Lorsque les troupes coloniales débarquent à Marseille pour participer au défilé du 14 juillet de cette année-là, les tirailleurs sénégalais sont parfois encore accompagnés de « Madame tirailleur » et de leurs enfants. Plusieurs photographies et cartes postales témoignent de l'événement.
L'année suivante, au début de la Première Guerre mondiale, les tirailleurs ne sont plus accompagnés de leurs épouses.